# Muse (蔡依林專輯)
《Muse》是臺灣歌手蔡依林的第12張原創錄音室專輯，由華納音樂和天熹娛樂於2012年9月14日發行。專輯融合流行音樂和流行藝術，風格涵蓋主流和獨立音樂，並由林邁可、許哲珮、林俊傑和蔡健雅共同製作。
專輯在臺灣銷量超過9.5萬張，並獲得2012年年度唱片銷量第三名，亦獲得年度女歌手唱片銷量第一名。專輯入圍第24屆金曲獎四項，其中專輯入圍最佳國語專輯獎，歌曲〈大藝術家〉及其MV分別入圍最佳年度歌曲獎和最佳音樂錄影帶獎，蔡依林亦入圍最佳國語女歌手獎，最終〈大藝術家〉獲得最佳年度歌曲獎。

## 背景和發展
2012年2月22日，華納音樂陳澤杉在新浪微博透露，蔡依林的新專輯預計將於同年暑期發行，並指出專輯目前正處於收歌階段。同年6月12日，媒體報導蔡依林已經完成新專輯一半歌曲的錄製。同月25日，媒體透露專輯預計將於8月發行，蔡依林的經紀人王永良表示，這張專輯是蔡依林花最多時間錄製的一張，並多次重新錄製部分歌曲，無論在音樂、MV或拍照方面都加入她的個人想法。同年7月10日，蔡依林透露專輯預計將於9月15日生日前後發行。同月23日，媒體報導蔡依林已完成新專輯的錄製。

## 創作和錄製
第一主打〈大藝術家〉勸誡女性堅持勇敢的態度，相信最終能找到真愛，並以女性角度描述花心的男性伴侶。該歌曲不同於蔡依林以往的舞曲，具有多重情緒轉折，饒舌部分的音階也較以往更具難度。蔡依林表示，這首歌的旋律較為新穎，並融入電子風格，且歌詞寫得較為強勢，讓她能以女強人的形象來演繹這首歌。
第二主打〈詩人漫步〉以自我中心主義的浪漫詩人為題材，表達其喜悲。許哲珮表示，該歌曲的編曲具有敘事性，並帶有古典風格，儘管曲調複雜，但蔡依林的演唱方式讓歌曲變得易於理解。第三主打〈Dr. Jolin〉靈感來自2012年世界末日傳說，鼓勵人們幽默地面對現實，並接納真實的自我。
第四主打〈馬賽克〉講述部分女性在愛情中迷失自我，為了迎合男性的期望而改變。第五主打〈柵欄間隙偷窺你〉以「柵欄」象徵愛情中的距離，描寫擁有幸福的人因悲觀情緒而懷疑自己的幸福。第六主打〈迷幻〉受同志群體情感生活啟發，蔡依林表示希望藉此歌曲傳遞愛情中每個人都是平等的訊息。第七主打〈我〉表達蔡依林在舞台光環之外的脆弱面，蔡健雅表示，這首歌讓人走進蔡依林的內心世界，並反思人們是否會愛去除外表後的真實自我。
第八主打〈Beast〉由蔡依林填詞，歌詞靈感來自她日常生活中的情感經歷，既有愛情故事也有輕鬆俏皮的元素。〈十三號星期舞〉創作靈感來自好友間的玩笑話，鼓勵單身人士開心度過情人節。歌曲〈彩色相片〉使蔡依林回憶起歌迷為她整理的照片，並表達照片中永恆的美好回憶。最後，〈有人〉受到Tizzy Bac現場表演的啟發，蔡依林希望這首由陳惠婷創作的歌曲能展現她聲音的多樣性。

## 標題和造型

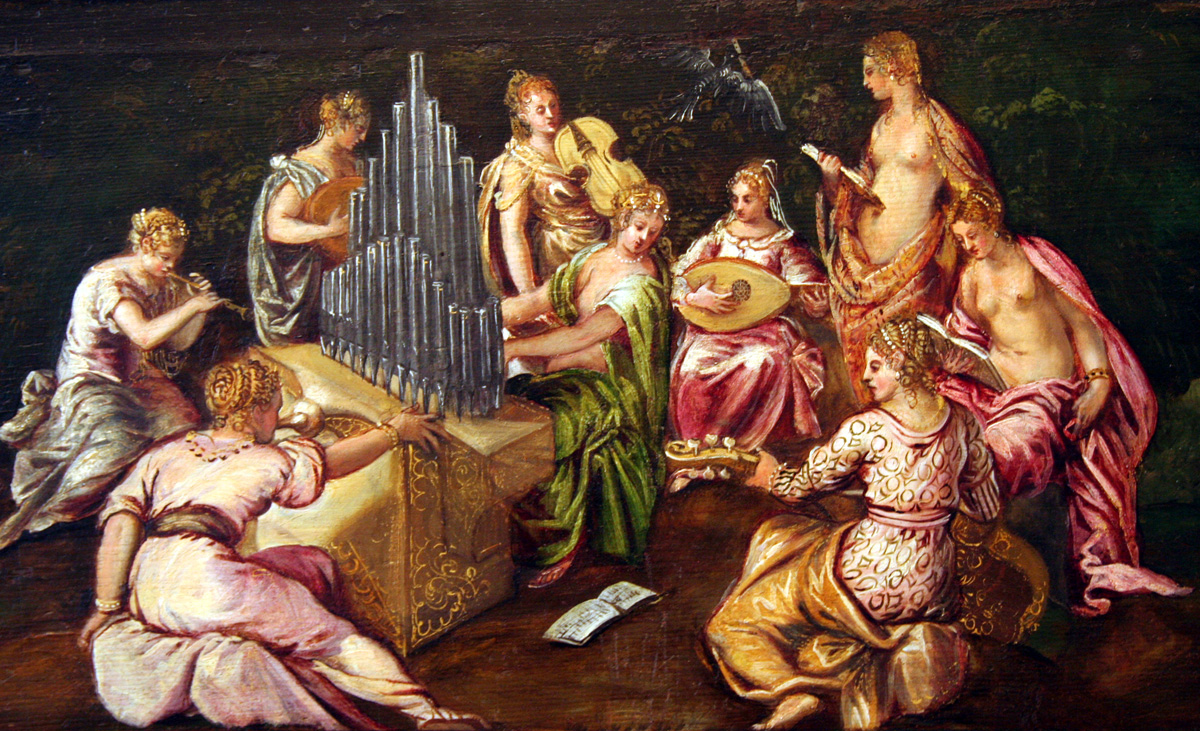
繆思是古希臘宗教和神話中主管文學、科學、藝術的九位靈感女神。

專輯名稱「Muse」在英文中意指「繆思」，在古希臘宗教和神話中，繆思是主管文學、科學和藝術的九位靈感女神的統稱，通常用來比喻啟發藝術家、音樂家或作家的某位人物。蔡依林表示，專輯名稱「Muse」背後的意義是靈感，並強調藝術對她而言不僅是高深難懂的事物，而是來自日常生活的表達，她通過唱歌和表演將這些靈感帶入作品中。
2012年7月23日，蔡依林發布了專輯的首組造型寫真，該寫真由Guillaume Millet拍攝，服裝設計由陳劭彥負責。陳劭彥表示，設計靈感來自三十年代法國歌舞女伶的風格，這些歌手通常以中性但不失性感的打扮展現迷人的氣質，和蔡依林的形象及專輯音樂風格相符。該組寫真在巴黎拍攝，預算達新臺幣八百萬元。
專輯的第二組造型寫真則在電影《午夜·巴黎》的拍攝地——法國巴黎遊樂場藝術博物館進行拍攝。這組寫真的服裝同樣由陳劭彥設計，他表示，受到主打歌〈大藝術家〉的啟發，設計風格兼具性感和勇敢，適合該歌曲描繪的女性角色。
蔡依林在法國拍攝的寫真收錄於專輯的預購版本「夢的謬思豪華版」，而另一預購版本「愛的謬思精裝版」的封面和內頁寫真中的服裝由陳裕光設計。在單曲〈大藝術家〉的封面中，蔡依林戴上了中國雲南省少數民族的頭飾，該頭飾是收藏者的祖先於18或19世紀在中國旅行時所獲得。專輯正式版的封面和內頁寫真由童夢拍攝，包裝設計則由聶永真負責。該專輯的改版「冠軍典藏迷幻影音版」的封面和內頁寫真由蘇益良拍攝，包裝設計仍由聶永真負責。

## 發行和宣傳
2012年8月22日，華納音樂宣布該專輯開放預購，並分為「夢的謬思豪華版」和「愛的謬思精裝版」兩個版本，並表示專輯將於同年9月14日發行。同年9月13日，蔡依林在中國北京市中央美術學院舉辦專輯發布記者會。同年10月6日，蔡依林在臺灣臺南市舉辦「Muse台南新歌演唱會」。同月26日，蔡依林發行專輯的改版「冠軍典藏迷幻影音版」，該版本額外收錄五支MV和「Muse台南新歌演唱會」的現場表演內容。

### 單曲

大東文化藝術中心是歌曲〈大藝術家〉MV的拍攝取景地之一。

2012年8月15日，蔡依林發行單曲〈大藝術家〉。同月22日，她發布了該歌曲的MV，該MV由陳奕仁執導。MV的背景設定為「未來系沙龍」，陳奕仁表示，這一設計靈感來自於17、18世紀的法國沙龍，當時沙龍是資產階級和貴族討論文學藝術的場所，沙龍主持人通常是聰明機智、雍容華貴的女性貴族，這和歌曲的女性主義情感相契合。MV於臺灣高雄市和臺北市拍攝，歷時38小時，並由三位設計師設計五套服裝，總成本達新臺幣八百萬元。同月23日，蔡依林在臺北圓環舉辦了該MV的造勢活動。MV在2012年度臺灣YouTube熱門影片點閱排行榜中位居第9名，並成為首支在音悅Tai獲得滿分的女歌手MV。

### 音樂錄影帶

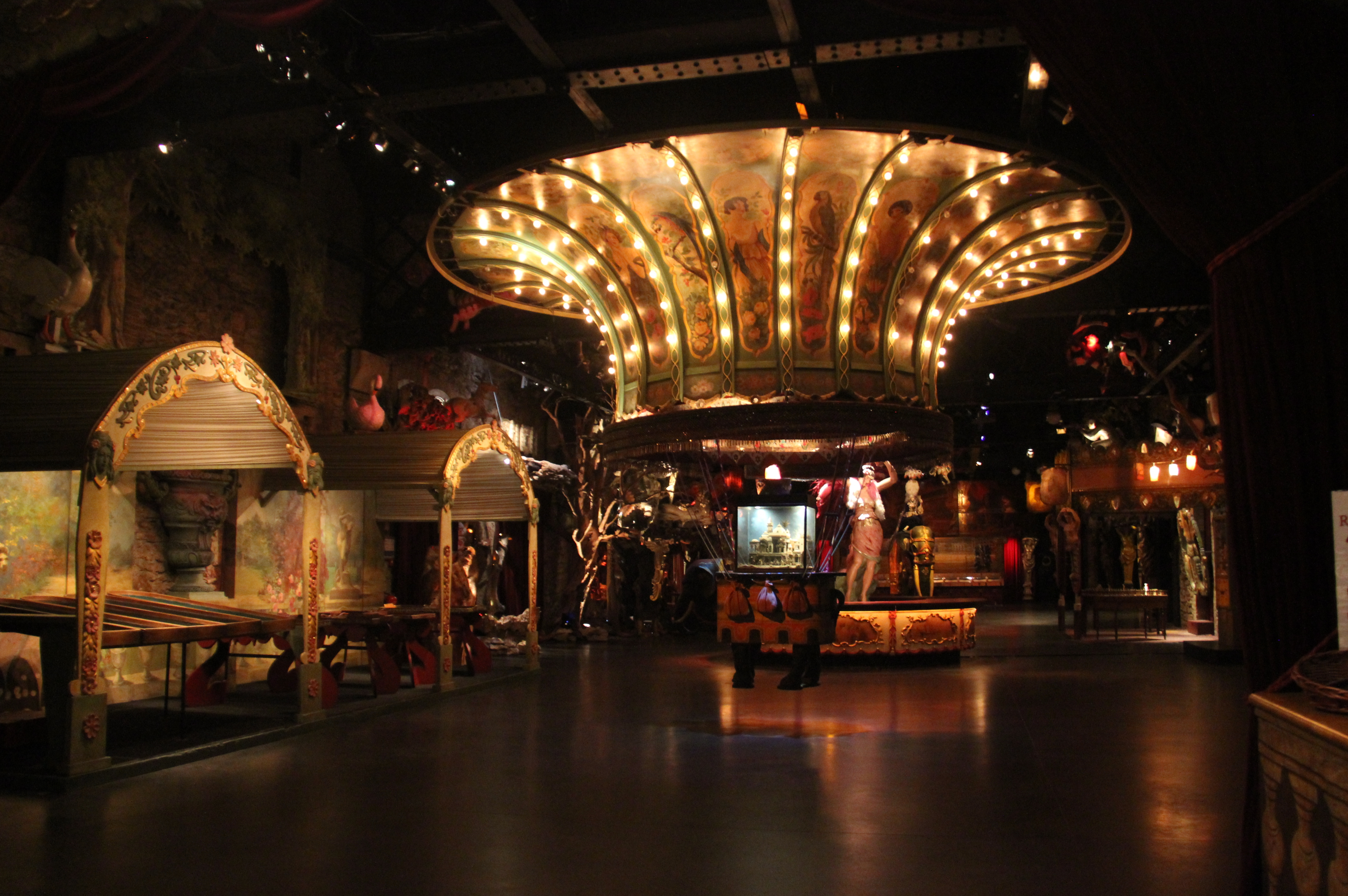
遊樂場藝術博物館是歌曲〈柵欄間隙偷窺你〉MV的拍攝取景地之一。

2012年9月11日，蔡依林發行〈詩人漫步〉MV，由黃中平執導，林依晨和林柏宏出演。MV講述女主角戀上藝術家的詩人，發現自己所擁有的是複製的愛情。蔡依林表示，錄製過程中聯想到電影《黑天鵝》中的女主角，表達每個女生在愛情中有兩個自我，一個是外在的，一個是內在的，並將自己在歌唱中的表現與黑天鵝相連結，勇敢追求愛情的林依晨則代表白天鵝。
同月24日，蔡依林發行〈Dr. Jolin〉MV，由賴偉康執導。MV中蔡依林飾演「未來世界」的醫生，呈現性別互換現象，支持性別平等。同年10月3日，蔡依林發行〈馬賽克〉MV，由陳宏一執導，運用黑白色調突顯歌曲的抒情意境。同月15日，蔡依林發行〈柵欄間隙偷窺你〉MV，由陳映之執導。MV以黑貓開場，象徵女性在愛情中的謹慎，並採用歐式風格和偷窺視角。
同月25日，蔡依林發行〈迷幻〉MV，由比爾賈執導。MV以「伊甸園」為背景，拍攝於臺北市花博公園未來館，表達不同人種、性別和膚色的人都應擁有愛情。蔡依林表示，愛是平等的，並認為〈迷幻〉的歌詞和現代情感相符。同年12月10日，蔡依林發行〈我〉MV，由傅天余執導，MV展示蔡依林卸下妝容後回望素顏的自己。2013年2月22日，蔡依林發行〈彩色相片〉和〈十三號星期舞〉MV，兩者均由陳映之執導，並邀請楊銘威和林子君參演。同年3月13日，蔡依林發行〈Beast〉MV，由比爾賈執導，MV呈現意識與潛意識之間的拉扯。

### 現場表演
2012年9月30日，蔡依林參加中國中央電視台舉辦的「福州月·中華情 2012年中央電視台中秋晚會」，並演唱〈大藝術家〉。同月13日，蔡依林參加錄製湖南衛視綜藝節目《快樂大本營》，演唱〈大藝術家〉和〈馬賽克〉。同年11月5日，蔡依林參加錄製《百變大咖秀》，演唱〈迷幻〉和〈Dr. Jolin〉。12月31日，蔡依林參加湖南衛視舉辦的「快樂中國2012—2013跨年狂歡夜」，演唱〈Beast〉和〈大藝術家〉。2013年1月19日，蔡依林參加「第八屆KKBox數位音樂風雲榜頒獎典禮」，演唱〈大藝術家〉、〈迷幻〉和〈Dr. Jolin〉。
同月30日，蔡依林參加在法國巴黎舉辦的「臺灣音樂之夜」，演唱〈大藝術家〉、〈Beast〉、〈迷幻〉和〈Dr. Jolin〉。同年4月18日，蔡依林參加「第17屆全球華語榜中榜」，演唱〈大藝術家〉和〈Dr. Jolin〉。同年5月17日，蔡依林參加在加拿大溫哥華舉辦的「第三屆全球流行音樂金榜北美慶功演唱會」，演唱〈大藝術家〉和〈Dr. Jolin〉。同年6月2日，蔡依林參加「2013年Hito流行音樂獎頒獎典禮」，演唱〈大藝術家〉和〈Dr. Jolin〉。同年7月6日，蔡依林參加「第24屆金曲獎頒獎典禮」，演唱〈大藝術家〉。

## 商業表現
2012年9月26日，蔡依林在臺灣臺北市舉辦專輯慶功記者會，並宣布該專輯在發行首週獲得臺灣博客來、誠品書店、佳佳唱片、玫瑰大眾、五大唱片等唱片銷量排行榜週榜第一名的成績。2012年，該專輯分別獲得博客來、玫瑰大眾、五大唱片的年度唱片銷量排行榜第八名、第二名、和第二名。截至2012年12月31日，該專輯在臺灣的銷量超過9.5萬張，並獲得2012年臺灣年度唱片銷量第三名，同時也是年度女歌手唱片銷量第一名。2013年，該專輯在玫瑰大眾年度唱片銷量排行榜中獲得第八名。
此外，歌曲〈大藝術家〉、〈詩人漫步〉和〈Dr. Jolin〉分別獲得2012年臺灣Hit FM年度百首單曲第2名、第10名和第24名。

## 評價
| 評論得分        | 評論得分 |
| 來源            | 評分     |
| --------------- | -------- |
| Freshmusic      | [ 55 ]   |
| PlayMusic音樂網 | [ 56 ]   |
| 騰訊娛樂        | [ 57 ]   |

PlayMusic音樂網樂評人威廷認為該專輯為流行音樂專輯的典範，指出該專輯主題明確，節奏快慢適中，包裝得當，既滿足了原有歌迷，也開發了新的市場。另一位樂評人惠蘭給予該專輯4/5的評分，認為專輯中的舞曲編曲和混音效果特別出色，且蔡依林的嗓音甜美清晰，表現出天后歌手應有的實力，無論是慢歌還是快歌，都展現出過人的演唱水準。
Freshmusic音樂雜誌為該專輯打7.5/10分，肯定蔡依林在專輯中融入新音樂元素的精神，儘管演繹上尚有進步空間，但已顯示出有別於過去過於流行或媚俗的架勢，預示著她的蛻變。騰訊娛樂則評價專輯為7/10，強調儘管依然以流行為基調，整體音樂氣質有別於以往，並讚揚蔡依林的幕後策劃團隊，特別是專輯中大多數新合作的獨立或小眾音樂人。
樂評人Michael McCarthy認為這張專輯是一張充滿豐富色彩的純粹流行樂，具備深度，值得反覆聆聽。而樂評人李文豪則認為《Muse》是當年最具突破性的專輯之一，讚揚蔡依林在華語歌壇的勇於突破和不斷創新，並立下新的標竿。

## 獎項
2012年9月17日，蔡依林憑藉該專輯入圍2012年MTV歐洲音樂大獎最佳亞洲藝人。同年1月3日，她獲得Yahoo!奇摩名人娛樂年度人氣大獎年度十大人氣天后。同月19日，蔡依林憑藉該專輯獲得第八屆KKBox數位音樂風雲榜十大風雲歌手。同年4月9日，該專輯獲得第三屆全球流行音樂金榜年度最佳中文專輯，歌曲〈大藝術家〉獲得年度二十大金曲，蔡依林也獲得年度最佳女歌手。同月13日，她獲得第一屆音悅V榜年度盛典港台最佳女歌手。
同月18日，該專輯獲得第17屆全球華語榜中榜最佳港台專輯，蔡依林則憑藉該專輯獲得亞洲影響力最受歡迎歌手。同月26日，歌曲〈大藝術家〉獲得2012年度Music Radio中國Top排行榜年度港台地區金曲，蔡依林獲得年度最受歡迎港台地區女歌手。2013年5月10日，歌曲〈大藝術家〉獲得第13屆全球華語歌曲排行榜年度最受歡迎20大金曲，蔡依林憑藉該專輯進入最受歡迎女歌手5強。
同月22日，第24屆金曲獎公布入圍名單，該專輯入圍最佳國語專輯獎，歌曲〈大藝術家〉及其MV分別入圍最佳年度歌曲獎和最佳音樂錄影帶獎，蔡依林憑藉該專輯入圍最佳國語女歌手獎。同年6月2日，歌曲〈大藝術家〉獲得2013年Hito流行音樂獎年度十大華語歌曲，蔡依林憑藉該專輯獲得最佳女歌手、全球傳媒推崇女歌手和全球華語傑出藝人。
同年7月6日，歌曲〈大藝術家〉獲得第24屆金曲獎最佳年度歌曲獎。同年9月3日，蔡依林憑藉該專輯獲得第四屆壹週刊娛樂大賞最受歡迎十大明星。同年11月22日，歌曲〈馬賽克〉獲得第18屆新加坡金曲獎Y.E.S. 93.3FM醉心龍虎榜年度十大金曲，蔡依林憑藉該專輯獲得最受歡迎女歌手獎。

## 曲目
| 《Muse》——正式版 | 《Muse》——正式版                                 | 《Muse》——正式版 | 《Muse》——正式版 | 《Muse》——正式版  | 《Muse》——正式版 | 《Muse》——正式版 |
| 曲序             | 曲目                                             |                  | 作曲 | 编曲              | 製作人           | 时长             |
| ---------------- | ------------------------------------------------ | ---------------- | --- | ----------------- | ---------------- | ---------------- |
| 1.               | 大藝術家（The Great Artist）                     | 嚴云農           | - Robin Jessen - Anne Judith Wik - Nermin Harambasic - Ronny Svendsen - Charite Viken Reinas - Eirik Johansen - Alexander Puntervold | 林邁可            | 林邁可           | 3:18             |
| 2.               | Dr. Jolin                                        | 許哲珮           | - Iggy Strange Dahl - Johan Moraeus - Christoffer Vikberg                                                                            | 林邁可            | 林邁可           | 3:45             |
| 3.               | 迷幻（Fantasy）                                  | 吳青峰           | - Mikko Tamminen - Udo Mechels - Rike Boomgaarden                                                                                    | 林邁可            | 林邁可           | 3:29             |
| 4.               | 十三號星期舞（Friday the 13th）                  | 周啟民           | - Pasi Siitonen - Adam Powers - Nalle Ahlstedt                                                                                       | 林邁可            | 林邁可           | 3:18             |
| 5.               | Beast                                            | 蔡依林           | - Tarmo Keranen - Karin Fransson | 林邁可            | 林邁可           | 2:39             |
| 6.               | 柵欄間隙偷窺你（Spying on You Behind the Fence） | 吳青峰           | 吳青峰 | 黃雨勳            | 林邁可           | 2:38             |
| 7.               | 彩色相片（Color Photos）                         | 吳青峰           | 吳青峰 | 黃雨勳            | 林邁可           | 3:51             |
| 8.               | 詩人漫步（Wandering Poet）                       | 許哲珮           | 許哲珮 | 謝明祥            | 許哲珮           | 5:07             |
| 9.               | 有人（Someone）                                  | 陳惠婷           | 陳惠婷 | - 陳惠婷 - 林揮斌 | 林邁可           | 4:00             |
| 10.              | 馬賽克（Mosaic）                                 | 王永良           | 林俊傑 | Kenn C            | 林俊傑           | 4:08             |
| 11.              | 我（I）                                          | 小寒             | 蔡健雅 | 蔡健雅            | 蔡健雅           | 4:06             |
| 总时长：         | 总时长：                                         | 总时长：         | 总时长： | 总时长：          | 总时长：         | 40:19            |

| 《Muse》——冠軍典藏迷幻影音版（DVD 1） | 《Muse》——冠軍典藏迷幻影音版（DVD 1） | 《Muse》——冠軍典藏迷幻影音版（DVD 1） |
| 曲序                                  | 曲目                                  | 时长                                  |
| ------------------------------------- | ------------------------------------- | ------------------------------------- |
| 1.                                    | 大藝術家（Live）                      | 3:25                                  |
| 2.                                    | Beast（Live）                         | 2:43                                  |
| 3.                                    | 彩色相片（Live）                      | 3:51                                  |
| 4.                                    | 馬賽克（Live）                        | 4:03                                  |
| 5.                                    | 有人（Live）                          | 3:58                                  |
| 6.                                    | 柵欄間隙偷窺你（Live）                | 2:40                                  |
| 7.                                    | 我（Live）                            | 4:13                                  |
| 8.                                    | 詩人漫步（Live）                      | 4:58                                  |
| 9.                                    | 迷幻（Live）                          | 3:30                                  |
| 10.                                   | 十三號星期舞（Live）                  | 3:24                                  |
| 11.                                   | Dr. Jolin（Live）                     | 3:49                                  |
| 总时长：                              | 总时长：                              | 40:34                                 |

| 《Muse》——冠軍典藏迷幻影音版（DVD 2） | 《Muse》——冠軍典藏迷幻影音版（DVD 2） | 《Muse》——冠軍典藏迷幻影音版（DVD 2） |
| 曲序                                  | 曲目                                  | 时长                                  |
| ------------------------------------- | ------------------------------------- | ------------------------------------- |
| 1.                                    | 大藝術家（MV）                        | 4:31                                  |
| 2.                                    | 詩人漫步（MV）                        | 5:55                                  |
| 3.                                    | Dr. Jolin（MV）                       | 3:43                                  |
| 4.                                    | 馬賽克（MV）                          | 4:01                                  |
| 5.                                    | 柵欄繼續偷窺你（MV）                  | 2:40                                  |
| 总时长：                              | 总时长：                              | 20:50                                 |

## 幕後人員
該人員名單摘自專輯內頁。
- 林邁可—母帶後期處理製作人
- Tom Coyne（英语：Tom Coyne (music engineer)）—母帶後期處理錄音師
- 方勃絜—母帶後期處理錄音助理
- Sterling Sound—母帶後期處理錄音室
- Sonic Boom—母帶後期處理錄音室

曲目 #1
- 方勃絜—製作協力、錄音師
- 林邁可—和聲編寫、電吉他、錄音師
- 蔡依林—和聲
- 葉育軒—錄音師
- 白金錄音室—錄音室
- VIP Studio—錄音室
- Ken Lewis（英语：Ken Lewis (musician)）—混音師
- Pro Tool Mixing Studio—混音室

曲目 #2
- 方勃絜—製作協力、錄音師
- Kelly Liao—Rap詞
- 林邁可—和聲編寫、電吉他、錄音師
- 蔡依林—和聲
- 葉育軒—錄音師
- 白金錄音室—錄音室
- VIP Studio—錄音室
- Ken Lewis—混音師
- Pro Tool Mixing Studio—混音室

曲目 #3
- 方勃絜—製作協力、錄音師
- 林邁可—和聲編寫、錄音師
- 蔡依林—和聲
- 音沛錄音室—錄音室
- VIP Studio—錄音室
- Ken Lewis—混音師
- Pro Tool Mixing Studio—混音室

曲目 #4
- 方勃絜—製作協力、錄音師
- 林邁可—和聲編寫、電吉他、錄音師
- 蔡依林—和聲
- 葉育軒—錄音師
- 白金錄音室—錄音室
- VIP Studio—錄音室
- Ken Lewis—混音師
- Pro Tool Mixing Studio—混音室

曲目 #5
- 方勃絜—製作協力、錄音師
- 林邁可—和聲編寫、錄音師
- 蔡依林—和聲
- 音沛錄音室—錄音室
- VIP Studio—錄音室
- Craig Burbidge—混音師
- Pro Tool Mixing Studio—混音室

曲目 #6
- 方勃絜—製作協力、錄音師
- 林邁可—和聲編寫、錄音師
- 蔡依林—和聲
- 音沛錄音室—錄音室
- VIP Studio—錄音室
- Craig Burbidge—混音師
- Pro Tool Mixing Studio—混音室

曲目 #7
- 方勃絜—製作協力、錄音師
- 林邁可—和聲編寫、錄音師
- 蔡依林—和聲
- 葉育軒—錄音師
- 白金錄音室—錄音室
- VIP Studio—錄音室
- Craig Burbidge—混音師
- Pro Tool Mixing Studio—混音室

曲目 #8
- 許哲珮—和聲編寫、錄音師
- 蔡依林—和聲
- 徐研培—木吉他、電吉他
- 劉涵—大提琴
- 蕭寶羚—中提琴
- 劉融—小提琴
- 壞比利—錄音師
- Wonder Studio—錄音室、混音室
- Ice Peggy Studio—錄音室
- 陳建良—混音師

曲目 #9
- 方勃絜—製作協力、錄音師
- 林邁可—和聲編寫、錄音師
- 蔡依林—和聲
- 林揮斌—吉他
- 音沛錄音室—錄音室
- VIP Studio—錄音室
- Craig Burbidge—混音師
- Pro Tool Mixing Studio—混音室

曲目 #10
- 林邁可—配唱製作人、錄音師
- 林俊傑—配唱製作人、鋼琴獨奏
- 周信延—製作協力
- 劉彗祺—和聲編寫
- Kenn C（英语：蔡體林）—吉他
- Gary Leo—錄音師
- 方伯—錄音師
- 白金錄音室—錄音室、混音室
- The Fire—錄音室
- 林正忠—混音師

曲目 #11
- Jimmy Fahey—製作協力
- 蔡健雅—和聲編寫
- 蔡依林—和聲
- 柯宗佑—錄音師
- 白金錄音室—錄音室
- Stevie Blacke（英语：Stevie Blacke）—弦樂編寫、弦樂
- Richard Furch（英语：Richard Furch）—混音師
- MixHaus Studios—混音室

## 發行歷史
| 地區     | 日期           | 版本                                 | 格式              | 經銷商   |
| -------- | -------------- | ------------------------------------ | ----------------- | -------- |
| 全球     | 2012年9月14日  | 正式版                               | 數位下載 串流媒體 | 天熹娛樂 |
| 全球     | 2012年10月26日 | 冠軍典藏迷幻影音版                   | 數位下載 串流媒體 | 天熹娛樂 |
| 臺灣     | 2012年9月14日  | 正式版 夢的謬思豪華版 愛的謬思精裝版 | CD                | 華納音樂 |
| 臺灣     | 2012年10月26日 | 冠軍典藏迷幻影音版                   | CD+2DVD           | 華納音樂 |
| 中國大陸 | 2012年9月14日  | 正式版 愛的謬思精裝版                | CD                | 鴻藝唱片 |
| 中國大陸 | 2012年10月26日 | 冠軍典藏迷幻影音版                   | CD+2DVD           | 鴻藝唱片 |

## 外部連結
- YouTube上的《Muse》播放列表